# Каленик Андрійович
Кале́ник Андрійович (нар. кін. XVII століття — пом. 1-а пол. XVII століття) — український політичний та військовий діяч, гетьман реєстрового козацтва (1609–1610, 1624–1625), кошовий отаман Запорозької Січі (1632). Родоначальник роду Калющенків (Калениченків).

## Біографія
Походив, ймовірно, з козацького або міщанського роду. Каленик Андрійович користувався польським гербом «Рубієш». Відзначився під час походів українських козаків на Московське царство в роки Смутних часів, особливо під час Смоленської кампанії (1609—1610 роки). Разом із загоном реєстрового козацтва у 1610 році брав участь в успішній облозі Смоленська. У серпні 1619 року уперше згадується як гетьман. Очевидно, брав участь у морських походах запорожців проти Османської імперії, у Хотинській битві 1621 року.
Знову був проголошений гетьманом Війська Запорізького у жовтні 1624 року. 3 січня 1625 року уклав союз з Кримським ханством. У січні 1625 відправив до Варшави на Сейм козацьке посольство у складі Федора Острожанина (Якова Острянина), Іллі Федоровича та Дацька Гордієнка. Козаки вимагали ліквідації унії, легалізації та припинення дискримінації православної церкви в Україні і Білорусі, затвердження київським митрополитом Йова Борецького, а Захарію (Копистенського) архімандритом Києво-Печерської лаври.
На початку січня 1625 року Каленик Андрійович також відправив посланців до Москви. Посольство у Варшаву не мало успіху, через що Каленика було скинуто з гетьманства. Невдовзі гетьманом було обрано Федіра Пирського.
Каленик Андрійович належав до тієї частини козацької верхівки, яка не хотіла поривати з Річчю Посполитою, і у 1624—1625 роках домагалася зрівняння її в правах з коронною шляхтою, збереження автономії Війська Запорозького і припинення утисків православної церкви.
Влітку 1632 року обирається кошовим отаманом Запорозької Січі, змінивши Семена Перев'язку. Виступив ініціатором походу на Кримське ханство. Втім вже в 1633 році, з невідомих причин, Каленика було замінено на Арлама. Подальша доля невідома.

## Особисте життя
Каленик Андрійович був одружений із тіткою Якима Сомка. У шлюбі був син Богдан Калениченко Калющенко.